# Göyçay (Stadt)
Göyçay (aserbaidschanisch „blauer Fluss“) ist eine Stadt in Aserbaidschan in der Schirwan-Steppe am rechten Ufer des Flusses Göyçay. Sie ist administratives Zentrum des gleichnamigen Verwaltungsbezirkes.
Die Stadt hat etwa 37.300 Einwohner (Stand: 2021).

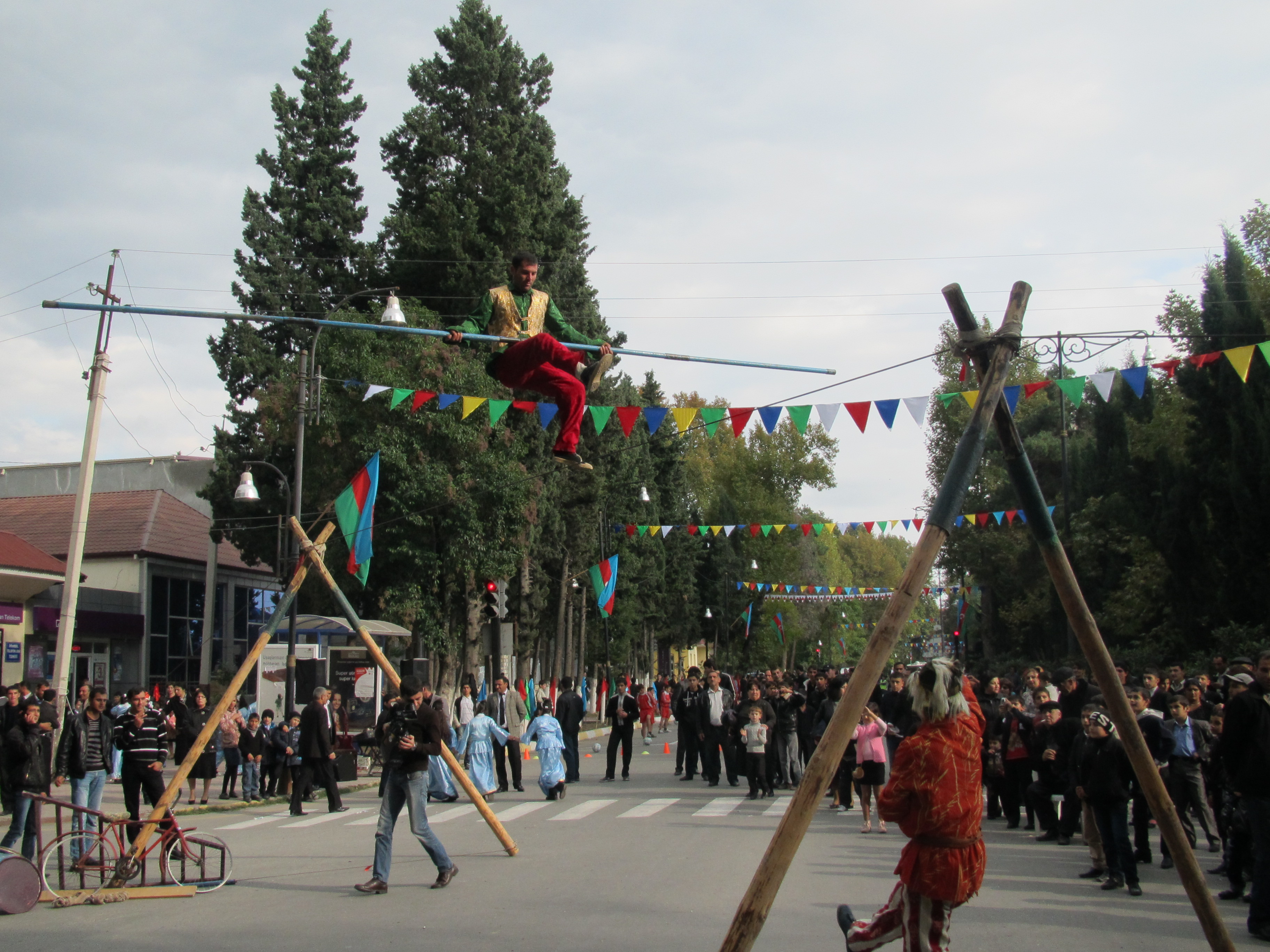
Seiltänzer zum alljährlich in Göyçay stattfindenden Granatapfelfestival